# Anoplodactylus massiliformis
Anoplodactylus massiliformis är en havsspindelart som beskrevs av Stock, J.H. 1975. Anoplodactylus massiliformis ingår i släktet Anoplodactylus och familjen Phoxichilidiidae. Inga underarter finns listade i Catalogue of Life.